# Tom Parker (Musikmanager)

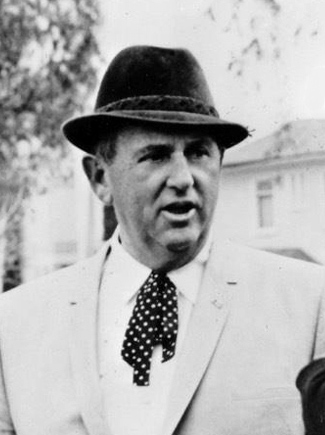
Colonel Tom Parker

Thomas Andrew „Colonel Tom“ Parker (* 26. Juni 1909 in Breda als Andreas Cornelis van Kuijk; † 21. Januar 1997 in Las Vegas) war ein niederländischer Musikmanager. Er wurde vor allem als Manager von Elvis Presley bekannt.

## Karrierebeginn
Parker wurde 1909 im niederländischen Breda geboren. 1929 wanderte er illegal in die USA ein und diente dort zunächst vier Jahre lang in der Armee. Danach war er mehrere Jahre Teil der Wanderbühne Royal American Shows. Er behauptete über Jahrzehnte, in Huntington, West Virginia, geboren worden zu sein. Aufgrund seines starken Akzents war für sein näheres Umfeld die europäische Herkunft offenkundig; laut Joe Esposito hielten ihn nicht wenige für einen Deutschen.
In den späten 1940er Jahren wurde er Manager in der Musikbranche. Er vertrat Country-Musik-Stars wie Minnie Pearl, Slim Whitman, Hank Snow und Eddy Arnold sowie Filmstars wie Tom Mix. 1948 verlieh ihm der Gouverneur von Louisiana, Jimmie Davis, den Ehrentitel Colonel der Louisiana State Guard, weil er für ihn einen erfolgreichen Wahlkampf durchgeführt hatte.

## Manager von Elvis Presley
Parker lernte Elvis Presley über dessen Plattenfirma Sun Records kennen; ihre Zusammenarbeit begann, als Parker ihn für die Canadian Singer Show buchte. Am 18. August 1955 wurde Parker Presleys offizieller Manager, und im November desselben Jahres überzeugte er RCA Records, Presley von Sun für 35.000 US-Dollar (plus weitere 5.000 Dollar für noch ausstehende Tantiemen) loszukaufen.
Er wollte aus dem Sänger eine Marke machen. Über 50 Produkte mit Bezug zu Elvis Presley wurden vertrieben, z. B. Armbänder, Ketten, Schals, Parfum, Turnschuhe, Plattenspieler, Hüte und Lippenstifte. Ende der 1950er stellte er seine Geschäftstüchtigkeit damit unter Beweis, dass er Ansteck-Buttons mit Texten wie „I hate Elvis“ (Ich hasse Elvis) auf den Markt brachte, um auch mit Elvis-Gegnern Profit zu machen.
Parker übernahm den geschäftlichen Teil von Presleys Gesangs- und Schauspielkarriere, war jedoch nie in künstlerische Belange involviert. Er erhielt eine Managerprovision in Höhe von 25 Prozent. 1967, auf dem Tiefpunkt der Karriere des Stars und kurz vor dessen großem Bühnencomeback, wurde zwischen Presley und seinem Manager eine Vertragsergänzung vereinbart, die beide in stärkerem Maße als zuvor zu Geschäftspartnern machte. Die Vertragsergänzung vom 2. Januar 1967 sah eine 25-prozentige Managerprovision an Parker auf alle vertraglich vereinbarten Tantiemen aus Plattenverkäufen und Filmverträgen vor; an allen Gewinnen über diese Garantien hinaus wurde er von nun an jedoch mit 50 Prozent beteiligt. Parker managte Presley bis zu dessen Tod 1977. Zu seinen Mitarbeitern zählten Ed Bonja und Al Dvorin.
Parker hatte durch Presley mehr als hundert Millionen Dollar verdient, verlor jedoch, weil er spielsüchtig war, beinahe sein gesamtes Vermögen. Viele Biographen erklärten, dass Parkers Spielsucht Mitte der 1960er Jahre begonnen hatte, als sich der Gesundheitszustand seiner Frau verschlechterte und Presleys Karriere etwas abflaute. Parker verbrachte zeitweise bis zu 14 Stunden am Stück in Casinos. Presleys Privatfriseur erklärte, dass er einmal miterlebt habe, wie Parker in einer Nacht 1,5 Millionen Dollar verspielte.
Presleys Biografen sind der Ansicht, dass einer der Hauptgründe, warum Parker 1969 Presley überredete, einen Vertrag mit The International Hotel einzugehen (was Presley dazu verpflichtete, täglich dort aufzutreten), darin bestand, eigene Ausgaben zu decken. Zum Zeitpunkt von Presleys Tod im Jahr 1977 wurde vermutet, dass Parker beim Las Vegas Hilton über 30 Millionen US-Dollar Spielschulden hatte. Nach Parkers eigenem Tod war sein Nachlass etwa eine Million US-Dollar wert.

## Nach Presleys Tod
Danach arbeitete Parker als persönlicher Berater von Barron Hilton. Gouverneur Bob Miller erklärte den 25. Juni 1994 zum Colonel Tom Parker Day in Nevada. 1969 lernte Parker seine zweite Frau Loanne Miller kennen, die er 1990 heiratete. Parker starb  1997 in Las Vegas im Alter von 87 Jahren an einem Schlaganfall.
Seine Beerdigung fand im Las Vegas Hilton Hotel statt und wurde von einer Handvoll Freunden und ehemaligen Mitarbeitern besucht, darunter Eddy Arnold und Sam Phillips. Priscilla Presley nahm ebenfalls an der Beerdigung teil und hielt eine teils ironische Laudatio, die Parkers Geschäftssinn und indirekt auch seine Gier aufgriff. Unter anderem sagte sie: „Elvis und der Colonel haben zusammen Geschichte geschrieben, und die Welt ist ihretwegen reicher, besser und weitaus interessanter. Und jetzt muss ich meine Brieftasche finden, weil ich bemerkt habe, dass es auf dem Weg hierher keinen Fahrkartenschalter gab, aber ich bin sicher, dass der Colonel auf dem Weg nach draußen eine Mautgebühr arrangiert haben muss.“
Zeit seines Lebens erlangte Parker nie die US-amerikanische Staatsbürgerschaft. Aufgrund seines Dienstes in der US-Armee behaupten viele Biografen, dass er seine niederländische Staatsbürgerschaft verloren hätte und zu einem Staatenlosen geworden wäre. Die niederländischen Behörden haben jedoch zu seinen Lebzeiten nie von Parkers Einsatz in der US-Armee erfahren. Er blieb daher bis zu seinem Tod niederländischer Staatsbürger.

## Rezeption
In dem Film Elvis – The King aus dem Jahr 1979 wird Parker von Pat Hingle gespielt. Im Fernsehzweiteiler Elvis (2005) ist Randy Quaid als Parker zu sehen. In der 2022 veröffentlichten Filmbiografie Elvis von Baz Luhrmann übernahm Tom Hanks die Rolle des Managers.
2003 verfasste Alanna Nash eine Biografie Parkers unter dem Titel The Colonel: The Extraordinary Story of Colonel Tom Parker and Elvis Presley.

## Biografie
- Alanna Nash: The Colonel: The Extraordinary Story of Colonel Tom Parker and Elvis Presley. 2003, New York, Simon & Schuster, ISBN 978-0-743-21301-1.